# Rzędkowice (Silésie)
Rzędkowice est une localité polonaise de la gmina de Włodowice, située dans le powiat de Zawiercie en voïvodie de Silésie.